# 고문 (역직)
고문(顧問)은 본래 의견을 묻는다는 뜻으로, 어떤 조직에 관여하거나 의사결정권을 가지지 않지만 의견을 말하는 직무나 그 직책에 종사하는 자다. 고문위원(顧問委員), 자문위원(諮問委員)이라는 표현도 사용된다.

## 종류
- 경영 컨설턴트
- 세무사
- 재무설계사
- 투자자문가
- 법률자문가
- 군사고문